# 桑丁
桑丁是葡萄牙波尔图区的一个堂区。总面积15.97平方公里，总人口6326人，人口密度396.1人/平方公里。